# Heulen und Zähneklappern

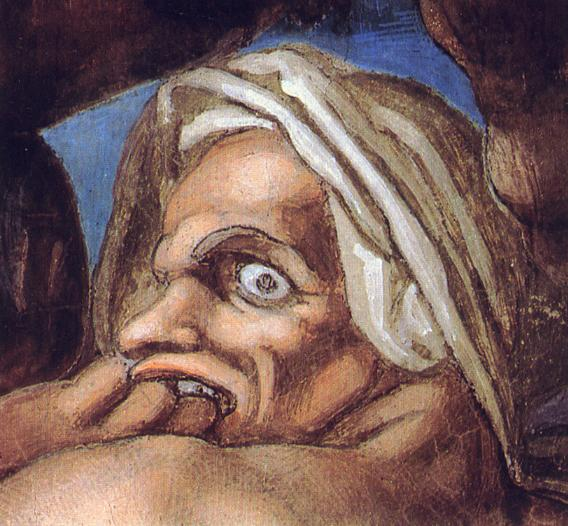
Detail aus Michelangelos Darstellung des Jüngsten Gerichts, Sixtinische Kapelle (um 1540)

Heulen und Zähneklappern (nach Luther) bzw. Heulen und Zähneknirschen (Einheitsübersetzung), griechisch ὁ κλαυθμὸς καὶ ὁ βρυγμὸς τῶν ὀδόντων, ist eine formelhafte Wendung, die zwei der Evangelisten Jesus Christus zuschreiben. Sie begegnet im Neuen Testament insgesamt siebenmal als Beschreibung der Qualen der in die Hölle Verdammten.
Die Literarkritik vermutet ihren Ursprung in der Logientradition, wo sie wohl nur einmal in einer Rede Jesu vom Jüngsten Gericht auftrat; an fünf weiteren Stellen – stets im Rahmen von Gleichnissen – wurde sie demnach von Matthäus redaktionell eingefügt. Sie ist eine von nur wenigen konkreten Beschreibungen der Hölle in der Bibel und hat daher in der exegetischen Literatur einige Beachtung und vielfältige, sich teils widersprechende Deutungen erfahren. Wurde das Heulen und Zähneklappern in der patristischen und scholastischen Theologie und in der Frühen Neuzeit vielfach wörtlich als körperliche Bestrafung verstanden, so wird es in der jüngeren Theologie eher als metaphorisch zu deutender Ausdruck der Verzweiflung, der Selbstvorwürfe oder des Ausgesetztseins beschrieben. Gleichwohl haben religionskritische Philosophen wie Friedrich Nietzsche und Bertrand Russell die Wendung als Ausweis des strafenden, unerbittlichen Charakters der christlichen Botschaft gelesen. Als Redewendung, zumeist scherzhaft verwendet, ist die Phrase auch in der deutschen Umgangssprache geläufig.

## Historisch-kritische Einordnung

### Redaktionsgeschichte
Die Phrase „Dort wird Heulen und Zähneknirschen sein“ kommt sechsmal im Matthäusevangelium (8,12 , 13,42 , 13,50 , 22,13 , 24,51 , 25,30 ) sowie einmal im Lukasevangelium (13,28 ) vor. Gemäß der Zweiquellentheorie sind Übereinstimmungen zwischen Matthäus und Lukas, die, wie hier, nicht auf das ältere und von beiden verwendete Markusevangelium zurückgeführt werden können, ein Hinweis auf ihre Abhängigkeit von einer hypothetischen zweiten Quelle, der Logienquelle Q. Bei Lukas erscheint das Logion über das Heulen und Zähneknirschen im Rahmen der Rede über das Ackerfeld (Lk 13,28), und zwar gefolgt von einem zweiten Logion, nämlich der Prophezeiung Jesu über die endzeitliche Wanderung der Völker zum Festmahl am Tisch des Herrn (Lk 13,29), in der Jesus Mi 4,1–3  paraphrasiert. Auch Matthäus verwendet das fragliche Logion einmal in dieser Verbindung, aber in umgekehrter Reihenfolge, der Prophezeiung über das Festmahl nachgestellt, und zwar in der Rede beim Hauptmann von Kafarnaum an die, die ihm nachfolgten (Mt 8,11–12). So heißt es bei Matthäus:

„Ich sage euch: Viele werden von Osten und Westen kommen und mit Abraham, Isaak und Jakob im Himmelreich zu Tisch sitzen; die aber, für die das Reich bestimmt war, werden hinausgeworfen in die äußerste Finsternis; dort werden sie heulen und mit den Zähnen knirschen.“

Und demgegenüber bei Lukas:

„Da werdet ihr heulen und mit den Zähnen knirschen, wenn ihr seht, dass Abraham, Isaak und Jakob und alle Propheten im Reich Gottes sind, ihr selbst aber ausgeschlossen seid. Und man wird von Osten und Westen und von Norden und Süden kommen und im Reich Gottes zu Tisch sitzen.“

In der Forschung herrscht weitgehender Konsens darüber, dass beide das Logion in dieser Verbindung aus der Logienquelle Q übernommen haben, jedoch nicht darüber, welche Reihenfolge die ursprünglichere ist, oder in welchem Zusammenhang sie in Q standen. An den übrigen Verwendungsstellen bei Matthäus erscheint das Logion jeweils in Gleichnissen und jeweils nicht in Verbindung mit der Prophetie über das Festmahl, nämlich in den Gleichnissen vom Unkraut unter dem Weizen, vom Fischnetz, vom Hochzeitsmahl, vom treuen und vom bösen Knecht und von den anvertrauten Talenten. Die Mahnung vor dem Heulen und Zähneknirschen folgt dabei in fünf Stellen unmittelbar auf das „Hinauswerfen“ (βάλλω bzw. ἐκβάλλω) der Unbußfertigen in die Hölle, die in drei der Stellen ebenso formelhaft als „äußerste Finsternis“ (τὸ σκότος τὸ ἐξώτερον) beschrieben wird, zweimal als „Feuerofen“ (εἰς τὴν κάμινον τοῦ πυρός).
Die Synopse der relevanten Stellen bei Matthäus und Lukas zeigt, dass sich bei Matthäus insgesamt eine vermehrte Verwendung apokalyptischer Bildsprache feststellen lässt. Die matthäischen Redaktionen stellen mithin einen deutlichen Bruch mit dem zeitgenössischen eschatologischen Schrifttum dar, in dem die Pein der Verdammten zwar als selbstverständlich angenommen, aber kaum je konkret beschrieben wird. Je weiter man sich in der Textgeschichte vom Wort Jesu entferne, so kommentiert der Theologe Dale Allison die Faszination, die für Matthäus von der Eschatologie ausging, desto „mehr Hölle“ bekomme man zu lesen.

### Traditionsgeschichte
Κλαυθμός (Heulen) ist traditionsgeschichtlich bereits seit Homer eng mit der Totenklage verbunden. Die Septuaginta verwendet es zur Übersetzung von hebräisch בְּכִי (bəchi) z. B. Jer 3,21  auch im Sinne von Reue und Trauer (Hi 30,31 ), als Ausdruck der inneren Not, von Gott verlassen zu sein.
Das Zähneknirschen findet sich im Alten Testament z. B. in Ps 35,16 , Ps 37,12 , Klgl 2,16  und öfter als Ausdruck hasserfüllter Gesinnung der Sünder gegenüber den Gerechten. So heißt es etwa im Psalm 112 zum Trost der Barmherzigen und Mildtätigen: „Der Frevler sieht es voll Unmut, er wird mit den Zähnen knirschen und vergehen. Die Wünsche der Frevler werden zunichte.“ (Psalm 112,10 ). Der Zusammenhang war so eindeutig, dass das Zähneknirschen unter Juden geradezu sprichwörtlich für Gottlosigkeit stand. Außerdem findet sich βρυγμὸς τῶν ὀδόντων zwar bei Hippokrates als Beschreibung des Symptoms Schüttelfrost; Karl-Heinrich Rengstorf postuliert aber in seinem Eintrag im ThWNT, dass der Gebrauch der Wendung bei Matthäus unabhängig vom allgemeinen griechischen wie auch vom alttestamentlichen Sprachgebrauch zu betrachten sei. Die formelhafte Zusammenstellung beider Begriffe bei Matthäus beschreibt demnach die Lage derer, die die Berufung zum Reich Gottes empfangen haben, aber letztlich doch ausgeschlossen werden, weil sie die Güte Gottes leichtfertig ausschlugen: Gottes volle Selbstoffenbarung hat bei ihnen ein tödliches Erschrecken und verzweiflungsvolle Reue zur Folge, die den ganzen Körper erschüttern.

### Übersetzungen
In der Vulgata wird ὁ κλαυθμὸς καὶ ὁ βρυγμὸς τῶν ὀδόντων als fletus et stridor dentium wiedergegeben, was nach dem Urteil Heinrich Ludolf Ahrens’ „ganz zutreffend“ ist. Für eine Fehlübersetzung hält Ahrens indes Luthers „Zähneklappern,“ da hier „die verbissene Wuth der Insassen der Hölle gemeint“ sei, nicht etwa „eine durch Zähneklappern charakterisirte Angst“. Für etymologisch präziser hält er die zahlreichen alt- und mittelhochdeutschen Übersetzungen, die stridor mit grimman (nhd. „grimmen“) oder dem pleonastischen Kompositum grisgramen (vgl. Griesgram) wiedergeben. Die Einheitsübersetzung und die Schlachter-Bibel sind diesem Sinn mit ihrer Übersetzung „Zähneknirschen“ semantisch näher.

## Auslegungsgeschichte

### Patristik
Der Begriff der Hölle und die mit ihr verbundenen Qualen, die mit der Wendung des „Heulen und Zähneklappern“ umschrieben sind, spielen im Neuen Testament keine zentrale Rolle und wurden in der frühen Kirche noch kaum reflektiert. Die apokryphe Offenbarung des Petrus (um 135) ist das älteste christliche Dokument, das die Hölle als Ort körperlicher Schmerzen beschreibt. Nachfolgend wurde das Heulen und Zähneklappern bisweilen als Beweis der leiblichen Auferstehung der Toten herangezogen, etwa beim Kirchenvater Hieronymus († 420), ebenso bei Tertullian († um 230): „Womit sollte übrigens das Weinen und Zähneknirschen geschehen, wenn nicht mit den Augen und Zähnen? Nämlich auch dann noch, nachdem man dem Höllentode dem Leibe nach verfallen und in die äußerste Finsternis hinausgestoßen ist, was die spezielle Qual für die Augen ist.“ Diese Deutung war zunächst jedoch umstritten. So interpretierte etwa Origenes († 254) die biblischen Umschreibungen der Hölle als Metapher möglicher Gewissensqualen am Ende des Lebens; erst 543 wurden seine Lehren durch Justinian I. als Häresie verurteilt.

### Mittelalter

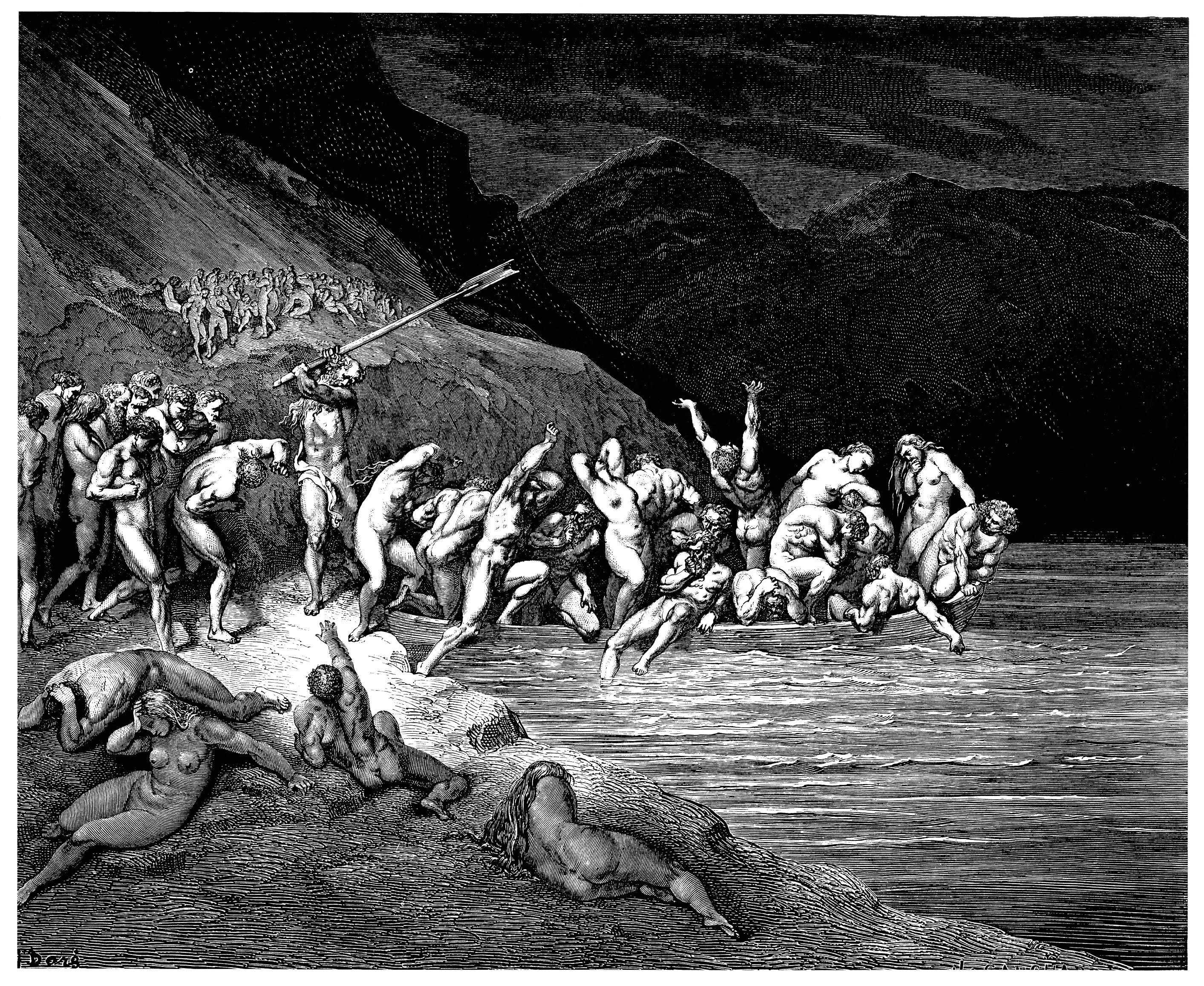
Charon treibt die Sünder auf seinen Nachen (Illustration von Gustave Doré zu Dantes Inferno, 1857)

Versuche, das Zähneklappern als physiologische Reaktion der Verlorenen auf die Kälte der „äußersten Finsternis“ zu deuten, weist der katholische Theologe Olaf Rölver in Konsens mit der heutigen Forschung angesichts der traditionsgeschichtlichen Zusammenhänge als „ganz abwegig“ zurück (Christliche Existenz zwischen den Gerichten Gottes, 2010). Gerade sie haben sich jedoch während der Theologiegeschichte in zahlreichen Darstellungen der Hölle niedergeschlagen. Dabei ergab sich indes das Problem, wie man sich eine Koexistenz von Kälte, Finsternis und Feuer in der Hölle vorzustellen habe. Beispielsweise deutete Beda Venerabilis († 735) die Stelle dahingehend, dass zu den Höllenqualen gehöre, im Wechsel Hitze und Kälte ertragen zu müssen, ebenso Honorius Augustodunensis († 1151), bei dem dies die ersten beiden der insgesamt neun verschiedenen Höllenqualen ausmacht, sowie Otto von Freising († 1158), der zudem ausführt, dass es die Allmacht Gottes erlaube, dem Feuer die Eigenschaft des Leuchtens zu entziehen. Die Vorstellung mag aber durchaus wesentlich älter sein; so beschreibt etwa das vorneutestamentliche äthiopische Henochbuch den Ort der Verdammnis als „heiß wie Feuer und kalt wie Schnee“.

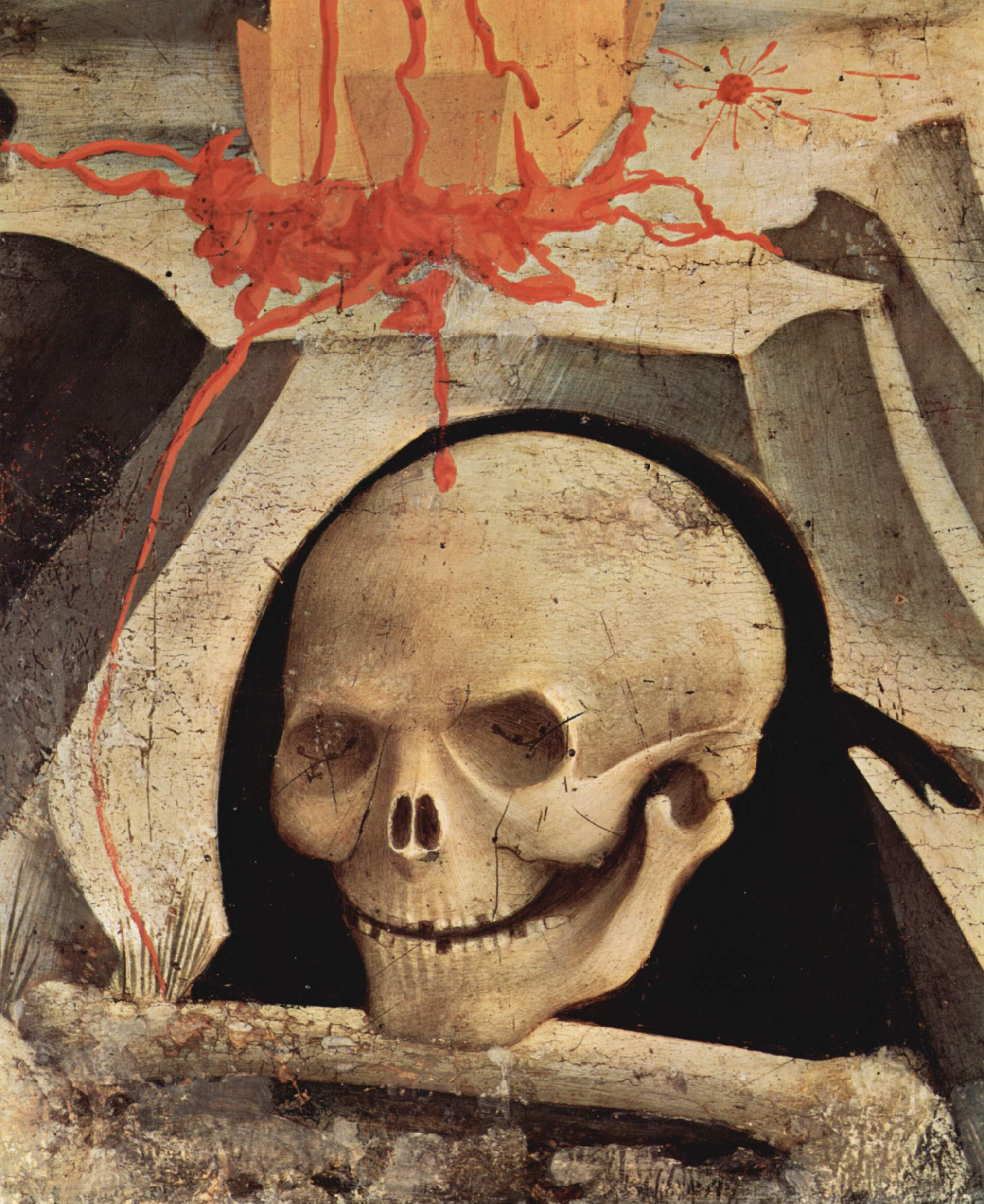
Schädel Adams am Berge Golgatha (Detail einer Kreuzigungsgruppe mit den hll. Nikolaus und Franziskus. Gemälde von Fra Angelico um 1435)

Als alternative Deutung führte Thomas von Aquin († 1274) aus, dass Heulen und Zähneklappern als jenseitige Strafen diesseitigen Verfehlungen entsprächen, das Zähneklappern also eine Strafe für Völlerei, das Heulen für Gier sei. Eine ähnliche Vorstellung der Vergeltung von Gleichem mit Gleichem findet sich auch schon bei Chrysostomos († 407) angedeutet, der mahnt, dass dem Sünder das Lachen vergehen wird: mit den gleichen Zähnen, mit denen er im Diesseits noch lacht, wird er in der Hölle klappern müssen. Dieser Gedanke findet sich schon im Lukasevangelium vorgebildet: „Weh euch, die ihr jetzt satt seid; denn ihr werdet hungern. Weh euch, die ihr jetzt lacht; denn ihr werdet klagen und weinen.“ (Lk 6,25 ) und findet seine ikonographische Entsprechung im menschlichen Schädel als Symbol der Vanitas und des Memento mori, also der allegorischen Darstellung eines „lachenden“ Todes.
In Dantes Inferno (also dem ersten Teil der Göttlichen Komödie, verfasst um 1310) erscheint Zähneklappern zunächst als Ausdruck des Erschreckens der nackten und erschöpften Seelen der Verdammten bei den Worten Charons, der sie mit seinem Nachen am Ufer des Acheron abholt und ihnen die Ewigkeit ihrer Verdammnis und die Hölle als ewige Finsternis, in Hitze und Eiseskälte ankündigt. Später stimmen die im Eis des Kozytus eingefrorenen Verräter, speziell die Verräter an den Verwandten, eingefroren bis zum Unterleib im ersten Unterbezirk dieses letzten Höllenkreises, „mit den Zähnen den Ton des Storchs an“, nämlich das Klappergeräusch seines Schnabels.

### Neuzeit

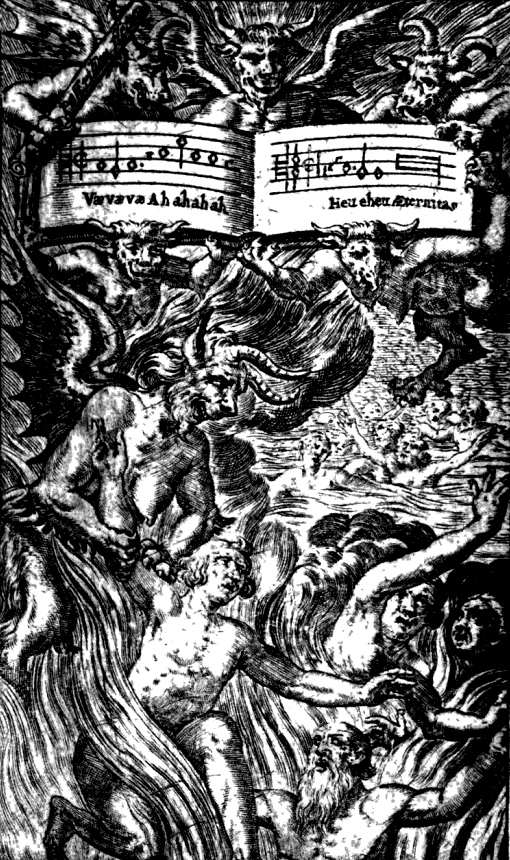
In dieser Illustration aus Der Verdambten fewrige immerwehrende Höllgfäncknuß von Jeremias Drexel († 1638), die dem dritten Kapitel Die ander höllische Peyn. Ewiges Heulen und Wainen vorangestellt ist, hält der Teufel den Verdammten die Partitur, nach der geheult zu werden hat. Ewiger Refrain: Vavava / Ah ahah ah.

Martin Luther († 1546) erläuterte, von Magister Veit befragt, „was doch das Zähneklappern sein würde“ in einer seiner Tischreden:

„Es wäre die äußerste Pein etwa, die einem bösen Gewissen wird folgen, das ist, Verzweifelung; nehmlich, wissen, daß man von Gott muss ewig gescheiden seyn. Denn ein bös Gewissen fürcht sich fur allen Creaturen. Ein Blatt am Baum hat niemals jemand erschlagen, gleichwohl fürcht sich und fleuget ein erschrocken und zitternd Herz fur ihm. Wenns verzagt ist, so erschrickts fur einer jeglichen Creatur, auch die gut ist.“

Anlässlich der Bauernkriege mahnte Luther 1525 in einem „Sendbrief wider die Bauern“ auch die Fürsten unmissverständlich: „Höllisches Feuer, Zittern und Zähneklappern in der Hölle wird ewig ihr Lohn sein, wo sie nicht Buße tun.“ Vor und nach Luther zählte das Heulen und Zähneklappern in zahllosen Predigten wie Feuer und Schwefel zum Grundinventar der Motive, mit denen die Hölle anschaulich gemacht wurde. In Johann Sebastian Bachs Kantate O Ewigkeit, du Donnerwort, BWV 20 (1724), heißt es mahnend zum Gleichnis vom reichen Mann und dem armen Lazarus im 10. Satz:
„…O Menschenkind,
Hör auf geschwind,
Die Sünd und Welt zu lieben,
Dass nicht die Pein,
Wo Heulen und Zähnklappen sein,
Dich ewig mag betrüben!…“
Auch im 18. Jahrhundert warnten Prediger wie Jonathan Edwards weiterhin eindringlich vor der Qual des ewigen Heulens und Zähneknirschens. Franz Xaver Mahl sah in seiner „Unterweisung in der christkatholischen Religion“ (1854) im biblischen Wort gar nur eine Andeutung nach Menschenermessen nicht vorstellbarer Qualen:

„Wenn Jesus von den Qualen der Hölle spricht, so redet er in Ausdrücken, welche sowohl auf eine entsetzliche Menge, als auf erschreckliche Schärfe und Verschiedenheit der Qualen in der Hölle hindeuten. Was leiden also die Verdammten in der Hölle? […] Jesus redet ferner ‚vom Heulen und Zähneklappern‘ in der äußersten Finsterniß; es werden daher so durchdringende Qualen, solche Schmerzen, solche Peinen sein, welche die Verdammten zwingen, nicht etwa zu weinen, oder zu wimmern, oder stark zu schreien, nein, sie werden heulen! — Der Ausdruck über ihre Schmerzen wird da nicht mehr mit einer menschlichen Stimme verglichen, sondern mit der Stimme der Thiere; Hunde heulen, Wölfe heulen, Schakale und Hyänen heulen; — sie werden heulen, welche Qualen müssen das sein! Das Zähneklappern deutet auf eine unerträgliche Kälte; wenn man vom Froste durch und durch ergriffen ist, dann stoßen die beiden Zahnreihen aneinander; so auch wenn ein Fieber-Frost Einen anpackt; es ist da ein Zähneklappern, sagt Jesus; genug, es ist eine Qual, die uns von ihrer Wirkung auf ihre Bitterkeit schließen läßt.“

Ähnlich anschaulich paraphrasierte sein ebenfalls katholischer Zeitgenosse Markus Adam Nickel († 1869) das Heulen der Verdammten:

„Das Heulen und Zähneklappern ist der Ausdruck des Ingrimms und der ohnmächtigen Wuth, — ach, in der Hölle geht ein Wehgeheul von einem Ende zum anderen, und es schreien, daß es Mark und Bein erweichen möchte, die jammernden Stimmen: ‚Wehe, wehe, daß wir geboren wurden! Wie hat uns die kurze Zeit betrogen! Wie hat der Tod uns beschlichen! O unseres Jammers! O unserer Noth, die nun ewig währt! O Ende ohne Ende, o Sterben über alles Sterben; alle Stunden sterben, und doch nimmer aussterben können! O Kummer! O Seufzen! O Weinen!‘“

Im Zuge der Aufklärung verloren derartige Darstellungen jedoch zunehmend an Glaubwürdigkeit, Beschreibungen der Hölle wie das Heulen und Zähneklappern wurden zunehmend metaphorisch verstanden. So bemühte sich Emanuel Swedenborg († 1772) in seiner im 18. und 19. Jahrhundert enorm einflussreichen „spirituellen“ Deutung von Himmel und Hölle, den „geistigen Sinn“ des Bibelworts zu ergründen, und widmete dabei dem Zähneklappern ein eigenes Kapitel. Das Zähneklappern sei demnach zu verstehen als „das rastlose Streiten und Kämpfen des Falschen unter sich; und sonach Derer, die in Falschem sind, ebenfalls verbunden mit Herabsehen auf Andere, mit Groll, Spott, Hohngelächter, Lästerung, welche dann auch in verschiedenartige Raufhändel ausbrechen, denn Jeder streitet fur sein Falsches, und nennt es Wahres. Diese Zänkereien und Kämpfe nun tönen, außerhalb jener Höllen vernommen, wie das Klappen der Zähne.“

### In der katholischen Theologie der Gegenwart
Die heutige Bedeutung der Rede vom Heulen und Zähneklappern lässt sich nur vor dem Hintergrund des modernen Höllenverständnisses einschätzen. Der Katechismus der Katholischen Kirche definiert die Hölle nicht als einen Ort der Qual, sondern als einen „Zustand der endgültigen Selbstausschließung aus der Gemeinschaft mit Gott und den Seligen“. Die mit dem Begriff der Hölle verknüpften Aussagen im Neuen Testament wertet er nicht als Androhung grausamer Rache, sondern als „Mahnung an den Menschen, seine Freiheit im Blick auf sein ewiges Schicksal verantwortungsvoll zu gebrauchen“; als schlimmste Höllenqual beschreibt der Katechismus keinen körperlichen Schmerz, sondern die „ewige Trennung von Gott, in dem allein der Mensch das Leben und das Glück finden kann“. Im unmittelbaren Anschluss an das Bibelwort vom „Heulen und Zähneknirschen“ stellt er klar, dass niemand für die Hölle vorherbestimmt sei und es Gottes Wille sei, dass niemand „zugrunde geht“.
Die konkrete Wendung vom Heulen und Zähneklappern legt weder der Katechismus noch das Zweite Vatikanische Konzil aus, eine wörtliche Deutung wird weder nahegelegt, noch wird ihr ausdrücklich widersprochen. Auch wenn die Formulierungen der katholischen Kirche somit einen gewissen Interpretationsspielraum lassen, spielt für viele zeitgenössische Theologen ein wörtliches Verständnis der Wendung keine Rolle mehr. Der evangelische Theologe Wolfgang Schenk deutet sie etwa abstrakt als „die mt [matthäische] Definition des der individuellen Unsterblichkeit entgegengesetzten Zustands in der endgültigen Weltzeit […] es geht klar um einen Ausdruck der Verzweiflung.“ Auch der katholische Theologe Hans Küng deutet die Wendung rein metaphorisch:

„Finsternis, Heulen, Zähneknirschen, Feuer, alles dies sind harte Bilder für die drohende Möglichkeit, daß der Mensch seinen Lebenssinn völlig verfehlen kann.“

Joseph Ratzinger relativiert den Stellenwert der Phrase vom Heulen und Zähneknirschen, wenn er im Gespräch mit Peter Seewald ihre Bezeichnung als „Lieblingsausdruck“ Jesu zurückweist:

„Ich würde es nicht gerade als den Lieblingsausdruck bezeichnen. Dies ist etwas, was bei Jesus in den Grenzworten vorkommt. ‚Heulen und Zähneknirschen‘ stellt eigentlich die Bedrohung, die Gefährdung, ja letztlich den gescheiterten Menschen dar. Es ist eine Situation, die eine Welt der in die Droge und in die orgiastischen Ekstasen verfallenen Menschen beschreibt, denen im Augenblick des Herausfallens aus der Betäubung die totale Widersprüchlichkeit ihres Lebens deutlich wird. Die Hölle wird für gewöhnlich als Feuer, als Brennen dargestellt. Zähneknirschen entsteht aber eigentlich, wenn man friert. Hier ergibt sich für den gefallenen Menschen in seinem Heulen und Klagen und dem Protestgeschrei das Bild eines Ausgesetztseins in die Kälte, in die man sich mit der Absage an die Liebe begeben hat. Es wird einem in der von Gott und damit von der Liebe völlig abgekoppelten Welt nun zum Frieren – bis hin zum Zähneknirschen.“

### In der Religionskritik
Scharfe Kritik an der Höllenlehre übten in der neueren und neuesten Zeit nicht zuletzt religionskritische Philosophen. Bei Friedrich Nietzsche heißt es im vierten Teil von Also sprach Zarathustra (1883–1885) in der Rede „vom höheren Menschen“:

„Welches war hier auf Erden bisher die grösste Sünde? War es nicht das Wort Dessen, der sprach: ‚Wehe Denen, die hier lachen!‘
Fand er zum Lachen auf der Erde selber keine Gründe? So suchte er nur schlecht. Ein Kind findet hier noch Gründe.
Der — liebte nicht genug: sonst hätte er auch uns geliebt, die Lachenden! Aber er hasste und höhnte uns, Heulen und Zähneklappern verhiess er uns.
Muss man denn gleich fluchen, wo man nicht liebt? Das — dünkt mich ein schlechter Geschmack. Aber so that er, dieser Unbedingte. Er kam vom Pöbel.
Und er selber liebte nur nicht genug: sonst hätte er weniger gezürnt, dass man ihn nicht liebe.“

Bertrand Russell führte die Wendung in seinem Vortrag Warum ich kein Christ bin (1927) als Beleg dafür an, dass die Lehre Jesu keineswegs nur menschenfreundlich sei, sondern auch rachsüchtige und grausame Züge trage: 

„Über das Heulen und Zähneknirschen spricht er immer wieder. Es kommt in einem Vers nach dem andern vor, und deshalb ist es für den Leser ganz offenbar, daß ihm die Vorstellung des Heulens und Zähneknirschens ein gewisses Vergnügen bereitete.“